# Anisothecium planinervium
Anisothecium planinervium är en bladmossart som beskrevs av Mitten 1869. Anisothecium planinervium ingår i släktet Anisothecium och familjen Dicranaceae. Inga underarter finns listade i Catalogue of Life.